# گویجه‌لی
شهر گویجه لی یکی از شهرهای استان آذربایجان شرقی در جمهوری اسلامی ایران است. این شهر در فاصله حدود ۲۰ کیلومتری جنوب شرقی شهر تبریز واقع شده‌است. شهر گویجه لی دارای آب و هوای سرد و کوهستانی است و جمعیت آن بر اساس سرشماری سال ۱۳۹۵، بیش از ۱۰ هزار نفر بوده‌است.
منابع تاریخی نشان می‌دهد که شهر گویجه لی در گذشته به عنوان یکی از مراکز کشاورزی و دامداری در منطقه شناخته شده‌است. همچنین این شهر در زمان صفویه به دلیل موقعیت جغرافیایی مهم خود، به عنوان یکی از مراکز تجاری و بازرگانی در منطقه محسوب می‌شد.
در دوران معاصر، شهر گویجه لی به دلیل نزدیکی به تبریز و موقعیت جغرافیایی مهم خود، به عنوان یکی از مقاصد گردشگری محبوب در منطقه شناخته شده‌است. همچنین در این شهر مجتمع‌های تفریحی و ورزشی، موزه‌ها، اماکن تاریخی و فرهنگی و هتل‌های متعددی وجود دارد.

## جاذبه‌های گردشگریشهر گویجه لی
شهر گویجه لی دارای جاذبه‌های گردشگری زیادی است که می‌تواند به علاقمندان به سفر و گردشگری تجربهٔ بی‌نظیری را ارائه کند. برخی از این جاذبه‌ها عبارتند از:
1. بقعه مرشدیه: این بقعه مربوط به دوره قاجاریه بوده و در محلی از شهر قرار دارد که به نام «میدان مرشدیه» شناخته می‌شود.
2. پل دوقلو: این پل در قدیم به عنوان پل شادمان شناخته می‌شد و دوقلوی آن به شکل متقابل در کنار هم قرار گرفته‌اند.
3. قلعه گویجه لی: این قلعه در قلب شهر و در ارتفاعی از سطح دریا قرار دارد و به دوره صفویه برمی‌گردد.
4. شهربازی گویجه لی: این شهربازی شامل امکاناتی مانند چرخ‌دنده، تله‌کابین، ماشین‌های فرار و… است و در فصول مختلف سال مورد استفاده قرار می‌گیرد.
5. موزه قوچ گردی: این موزه به صورت خصوصی تأسیس شده‌است و اشیاءی مانند تعداد زیادی گوسفند و بز را به نمایش می‌گذارد.

۶. پارک ملی ارسباران: این پارک در فاصله حدود ۲۵ کیلومتری شهر گویجه لی واقع شده و شامل مناظر طبیعی زیبا، رودخانه‌ها، چشمه‌ها و…
از دیگر جاذبه‌های گردشگری شهر گویجه لی می‌توان به باغ‌های میوه، رودخانه و شلال‌های زیبا، اماکن تاریخی و فرهنگی، بازارچه‌های محلی و کوهستان‌هایی با چشم‌اندازهای دلنشین اشاره کرد.
باغ‌های میوه: شهر گویجه لی به دلیل آب و هوای مطلوب و خاک حاصلخیز، معروف به باغستان‌های میوه‌ای خود است. باغ‌های میوه‌ای این شهر شامل باغ‌های انگور، سیب، گلابی، آلبالو، هلو، زردآلو و…
. رودخانه و شلال‌های زیبا: رودخانه‌های شهر گویجه لی مانند رودخانه آجی چای و شلال‌هایی مانند شلال هفت چشمه و شلال دوستلو به عنوان یکی از جاذبه‌های طبیعی و گردشگری این شهر شناخته شده‌اند.
اماکن تاریخی و فرهنگی: این شهر دارای مساجد و بناهای تاریخی مانند بنای تاریخی خانه خدابنده، مسجد جامع، مسجد سید جلال‌الدین، بقعه امام جعفر صادق و…
بازارچه‌های محلی: بازارچه‌های محلی شهر گویجه لی از جمله مراکز خریدی برای گردشگران هستند که می‌توانند از تنوع محصولات مانند شال، جوراب، محصولات چرمی و…
کوهستان‌ها: شهر گویجه لی دارای کوهستان‌هایی با چشم‌اندازهای دلنشین است که طبیعت دوستان را به خود جذب می‌کند. از کوهستان‌هایی که می‌توان به عنوان جاذبه‌های گردشگری این شهر نام برد می‌توان به کوه پرتو، کوه خرمدره، کوه بندری و…
در کل، شهر گویجه لی با داشتن جاذبه‌های تاریخی، فرهنگی، طبیعی و تفریحی متعدد، به یکی از مقاصد گردشگری محبوب در آذربایجان شرقی تبدیل شده‌است.
گویجه لی، با داشتن آب و هوایی مطلوب و خاک حاصلخیز، به مرکز تولید محصولات کشاورزی مانند انگور، سیب، گلابی، آلبالو، هلو، زردآلو، گردو و بادام در منطقه تبدیل شده‌است. همچنین، این شهر به دلیل دسترسی آسان به منابع آبی و خاک حاصلخیز، در زمینه تولید محصولاتی مانند گل محمدی، لوبیا سبز و سیب زمینی نیز مشهور است.
علاوه بر این، در گویجه لی، مردم به زبان ترکی آذربایجانی صحبت می‌کنند و فرهنگ و آداب و رسوم منحصر به فردی دارند. از جمله ویژگی‌های این شهر، علاقه شدید مردم به شطرنج است و باشگاه شطرنج گویجه لی یکی از معروف‌ترین باشگاه‌های شطرنج در ایران است.
همچنین، در این شهر میراث فرهنگی باستانی نیز وجود دارد. برج‌های نگارگر، بقعه مرشدیه، بازار قدیمی، آبشار قدیمی، پل دوقلو، قلعه گویجه لی و بسیاری از آثار دیگر، شاهد تاریخ و فرهنگ این شهر هستند که می‌توانند برای گردشگران و علاقمندان به تاریخ و فرهنگ ایران جذاب باشند.
برج نگارگر یکی از جاذبه‌های توریستی گویجه لی است که مربوط به دوران ایلخانی است و دارای باغی است که حاوی گونه‌های مختلف درختان و گل‌هاست. بقعه مرشدیه نیز یکی از مراکز مذهبی این شهر است که در آن زندگی و فعالیت‌های مرشدیه، مربوط به دوران صفویه به نمایش گذاشته می‌شود.
بازار قدیمی گویجه لی، یک بازار مسقف و بسیار زیباست که در آن می‌توانید انواع محصولات دست‌ساز و غذاهای محلی را تجربه کنید. آبشار قدیمی نیز در دامنه کوه‌های گویجه لی قرار دارد و با فضای طبیعی زیبا و مناظر دل‌انگیز، یکی از محبوب‌ترین جاذبه‌های گردشگری این شهر است.
پل دوقلو گویجه لی، یک پل قدیمی و باستانی است که در دهه‌های ۱۳۰۰ و ۱۳۴۰ ساخته شده‌است و همچنان نیز در حال استفاده می‌باشد. قلعه گویجه لی نیز یکی از آثار باستانی این شهر است که در قسمت بالایی یک تپه قرار دارد و به دوران صفویه بازمی‌گردد.
در کل، گویجه لی با داشتن طبیعتی زیبا و میراث فرهنگی باستانی، به یکی از مقاصد گردشگری مهم در ایران تبدیل شده‌است که می‌تواند برای گردشگران و علاقمندان به تاریخ و فرهنگ این کشور جذاب باشد.
علاوه بر جاذبه‌های تاریخی و طبیعی، گویجه لی به عنوان یک شهر کوچک، دارای فعالیت‌های اقتصادی و فرهنگی متنوعی است. بازار قدیمی گویجه لی، یکی از مراکز خرید و تجارت این شهر است که در آن می‌توانید انواع محصولات دست‌ساز و محصولات غذایی محلی را تهیه کنید.
همچنین، در گویجه لی می‌توانید از غذاهای محلی و خوراکی‌های خوشمزه‌ای مانند قرمه سبزی، کباب، قیمه و سوپ‌های محلی، لذت ببرید. همچنین، باشگاه شطرنج گویجه لی یکی از مراکز فعالیت‌های فرهنگی است که برگزاری مسابقات شطرنج و آموزش این بازی را در بر می‌گیرد.
در نهایت، گویجه لی به عنوان یک شهر کوچک و دوست‌داشتنی، به عنوان مقصدی برای آرامش و استراحت از زندگی شلوغ شهری مناسب است. اگر به دنبال پیاده‌روی در طبیعت، بازدید از جاذبه‌های تاریخی و فرهنگی، و تجربه فرهنگ و زندگی مردم محلی هستید، می‌توانید گویجه لی را به عنوان یکی از مقاصد گردشگری خود درنظر بگیرید.

## بررسی وضعیت آلودگی هوای شهر گویجه لی
بررسی‌های اخیر نشان می‌دهد که شهر گویجه لی نیز مانند بسیاری از شهرهای دیگر در ایران، با مشکلاتی از جمله آلودگی هوا مواجه است. عواملی مانند ترافیک شهری، صنایع و کارخانه‌ها، سوخت و سازمان‌های حمل و نقل عمومی می‌توانند عامل آلودگی هوا در این شهر باشند.
به گفته مسئولان محیط زیست شهرستان گویجه لی، معیارهای شاخص‌های آلودگی هوا در این شهر در برخی از روزهای سال از حد مجاز فاصله گرفته و به میزان نامطلوبی افزایش یافته‌است. از جمله آلاینده‌هایی که در شهر گویجه لی شناسایی شده‌اند، می‌توان به ذرات معلق، دی‌اکسید گوگرد، نیتروژن اکسیدها و اوزون اشاره کرد.
در این شرایط، برای کاهش آلودگی هوا در شهر گویجه لی، اقداماتی همچون کنترل و کاهش ترافیک شهری، بهینه‌سازی صنایع و کارخانه‌ها، استفاده از سوخت‌های تمیز و اجرای طرح‌های مختلف در حوزه حمل و نقل عمومی و خصوصی می‌تواند مؤثر باشد. همچنین، افزایش آگاهی افراد در خصوص مسائل مرتبط با محیط زیست و ترویج رفتارهای محیط زیستی می‌تواند به کاهش آلودگی هوا در این شهر کمک کند.